# Allognathosuchus
Allognathosuchus è un genere di coccodrilli estinto, vissuto tra il Paleocene e l'Eocene medio (circa 58 - 50 milioni di anni fa). I suoi resti fossili sono stati ritrovati in Nordamerica e in Europa.

## Descrizione
Questo animale era molto simile a un alligatore attuale, e raggiungeva a malapena il metro e mezzo di lunghezza. Allognathosuchus si distingueva dagli altri alligatori del Cenozoico per le sue mascelle corte e robuste, munite di denti bulbosi. Questi denti erano disposti nella parte posteriore della fila dentaria sia delle mandibole che delle mascelle. Queste caratteristiche sono state storicamente interpretate come adattamenti a una dieta a base di molluschi, che venivano triturati dai grossi denti. Denti bulbosi isolati sono stati spesso assegnati a questo genere, anche se sono tipici anche di altre linee evolutive di coccodrilli.

## Classificazione
La specie tipo, A. polyodon, proviene dalla Bridger Formation dell'Eocene, nello Wyoming, ed è stata descritta inizialmente da Edward Drinker Cope come Crocodylus polyodon, ma è basata su fossili difficili da distinguere da quelli di altri alligatori del Paleogene. Altre specie nordamericane sono A. heterodon e A. wartheni. Una specie proveniente dal Belgio, A. woutersi, potrebbe appartenere al genere Diplocynodon.
A questo genere sono state attribuite numerose altre specie, e ciò ha portato a ritenere che Allognathosuchus fosse un genere longevo, diffuso dal Cretaceo all'Oligocene in Nordamerica, Europa, Asia e Africa. In realtà, una revisione del genere operata da Christopher Brochu nel 2004 ha portato a considerare Allognathosuchus un genere esclusivamente paleo-eocenico, e all'esclusione di numerose specie. Ad esempio alcune specie sono state attribuite ad altri generi, come Albertochampsa, Arambourgia, Wannaganosuchus, Hassiacosuchus e Navajosuchus.